# Luiz Alberto da Silva Oliveira
Luiz Alberto da Silva (Rio de Janeiro, 1 de desembre de 1977) és un futbolista brasiler, que ocupa la posició de defensa.
Comença a destacar al Flamengo. L'any 2000 dona el salt a Europa per militar al Saint-Étienne francés. A l'any següent fitxa per la Reial Societat. Al conjunt donostiarra no es consolida, sent cedit a dos clubs brasilers, l'Internacional i l'Atlético-MG. El 2005 és traspassat al Santos, del seu país, on milita dos anys abans de fitxar pel Fluminense.
Ha estat internacional amb Brasil en una ocasió, dins la Copa Confederacions de 1999, enfrontant-se a Nova Zelanda. Amb la selecció olímpica hi va disputar un encontre l'any 2000.

## Títols
- Copa Oro: 1996
- Campionat carioca: 1996, 1999, 2000
- Copa dos Campeões Mundiais: 1997
- Copa Mercosur: 1999
- Taça Guanabara: 1999
- Campionat paulista: 2006
- Copa do Brasil: 2007